# Comuna de Lipiany
Lipiany (polaco: Gmina Lipiany) é uma gminy (comuna) na Polónia, na voivodia de Pomerânia Ocidental e no condado de Pyrzycki.
De acordo com os censos de 2005, a comuna tem 6.300 habitantes, com uma densidade 64,0 hab/km².

## Área
Estende-se por uma área de 94,62 km².

## Demografia
Dados de 30 de Junho 2004:
|                      | Total   | Total | Mulheres | Mulheres | Homens  | Homens |
| -------------------- | ------- | ----- | -------- | -------- | ------- | ------ |
|                      | pessoas | %     | pessoas  | %        | pessoas | %      |
| População            | 6058    | 100   | 3077     | 50,8     | 2981    | 49,2   |
| Densidade (pop./km²) | 64      | 100   | 32,5     | 32,5     | 31,5    | 31,5   |

De acordo com dados de 2002, o rendimento médio per capita ascendia a 1422,02 zł.